# Titularbistum Blanda Julia
Blanda Julia (ital.: Blanda) ist ein Titularbistum der römisch-katholischen Kirche.
Es geht zurück auf einen Bischofssitz in der gleichnamigen Stadt, die sich in der italienischen Region Kalabrien befand.
| Titularbischöfe von Blanda Julia |                            |                                  |                  |                  |
| Nr.                              | Name                       | Amt                              | von              | bis              |
| 1                                | Antonio Zama               | Weihbischof in Neapel (Italien)  | 24. Oktober 1967 | 27. August 1977  |
| 2                                | Miguel Pedro Mundo         | Weihbischof in Jataí (Brasilien) | 6. März 1978     | 24. Februar 1999 |
| 3                                | Kazimierz Wielikosielec OP | Weihbischof in Pinsk (Belarus)   | 6. Mai 1999      |                  |